# Macropis ciliata
Macropis ciliata är en biart som beskrevs av William Hampton Patton 1880. Macropis ciliata ingår i släktet lysingbin, och familjen sommarbin. Inga underarter finns listade i Catalogue of Life.

## Beskrivning
Arten har svart grundfärg; benen är dock mörkbruna under behåringen, och hanen har gula käkbaser och en gul mask på ansiktet nedanför antennfästena. Båda könen har kort, vit behåring på huvud och mellankropp, den senare dock med ett mörkt fält på ryggsidan. Benen har brungul till beige behåring hos honan, hos hanen mera rent beige. Honans bakben har kraftig, vitaktig behåring. På fötternas insida har honan dessutom en fin behåring, som används för att samla växtolja åt larverna (se avsnittet Ekologi nedan). Tergiterna 3 och 4 har smala, bleka hårband i bakkanterna. Honan är omkring 7 mm lång, hanen omkring 8 mm.

## Ekologi
Som alla lysingbin är arten ett solitärt bi, som bara samlar pollen från olika lysingarter i familjen ardisiaväxter, hos denna art framför allt guldlysing. Nektar kan emellertid hämtas från andra växter, som gul sötväppling i familjen ärtväxter, och Ceanothus americanus i familjen brakvedsväxter.  
Boet är underjordiskt, och larvcellerna förses inte bara med pollen som näring, utan också med olja från lysingarterna.

## Utbredning
Arten förekommer i Nordamerika i östra Kanada (Manitoba, Quebec och New Brunswick) samt i östra USA (Minnesota och Wisconsin, samt längs östkusten från New York och Massachusetts till North Carolina).